# Xanthoparmelia psornorstictica
Xanthoparmelia psornorstictica är en lavart som beskrevs av Hale. Xanthoparmelia psornorstictica ingår i släktet Xanthoparmelia och familjen Parmeliaceae.   Inga underarter finns listade i Catalogue of Life.